# آنیتا مالفاتی
آنیتا کاترینا مالفاتی (۲ دسامبر ۱۸۸۹ – ۶ نوامبر ۱۹۶۴) به عنوان نخستین هنرمند برزیلی شناخته می‌شود که سبک‌های اروپایی و آمریکایی مدرنیسم را به برزیل معرفی کرد. نمایشگاه انفرادی او در سائوپائولو در سال‌های ۱۹۱۷ تا ۱۹۱۸ در آن زمان جنجالی بود، چرا که سبک اکسپرسیونیستی و موضوعات آثار او به‌طور انقلابی انتظارات هنری قدیمی و متعارف برزیلی‌ها را، که در جستجوی هویتی ملی در هنر بودند، تغییر داد. با این حال، این جامعه آمادگی مواجهه با تأثیراتی که مالفاتی به کشور می‌آورد را نداشت.
حضور مالفاتی همچنین در هفته هنر مدرن (Semana de Arte Moderna) در سال ۱۹۲۲ بسیار پررنگ بود. در این رویداد، او و گروه پنج نفره تغییرات انقلابی بزرگی در ساختار و واکنش‌ها به هنر مدرن در برزیل ایجاد کردند.

## پیشینه تاریخی
تاریخ فرهنگی برزیل نقشی مهم در تغییر نظریه‌های هدف هنر و نقش پیامدآمیزی که هنرمندان مدرنیست ایفا کردند، دارد. در برزیل نهادهای هنری چندانی وجود نداشت و این کشور فاقد نظریه‌ای بلندمدت در مورد تکنیک‌های هنری بود، نظریه‌ای که در سایر کشورها مانند فرانسه با نهادهایی مانند آکادمی سلطنتی نقاشی و مجسمه‌سازی وجود داشت. تا اواخر قرن نوزدهم، نارضایتی‌هایی در مدرسه ملی هنرهای زیبای ریو به وجود آمد و این مدرسه تهدید به تعطیلی توسط جمهوری‌خواهانی شد که می‌خواستند همه افرادی که مایل به هنرمند شدن هستند، این فرصت را داشته باشند. این موضوع به نوعی یک انقلاب ایجاد کرد که جامعه تا سال ۱۸۹۰ پذیرای ایده‌های جدیدتری شد. با این حال، افرادی که بیش از حد به امپراتور وابسته بودند، از طیف هنری و فرهنگی کنار گذاشته شدند.
تا دهه ۱۹۲۰، تمایل به بازنگری دقیق‌تر و رسمی‌تر در مورد هنرها وجود داشت و شهر سائوپائولو به ویژه در این حوزه برجسته بود. با این حال، همراه با این تمایل به نوسازی، وفاداری شدید به نمایش واقع‌گرایانه زندگی و فرهنگ برزیل نیز وجود داشت.

## آموزش رسمی
مطالعات مالفاتی در کالج مک‌کنزی در سائوپائولو آغاز شد، اما دنیای محدود هنر در برزیل برای ذهن کنجکاو او کافی نبود؛ بنابراین در سال ۱۹۱۲ به برلین رفت. در آن دوران، اروپا همچنان نقش مهمی در تعریف گرایش‌های هنری ایفا می‌کرد. از این رو، زمانی که آنیتا مالفاتی به آلمان رفت و نزد هنرمندان برجسته‌ای مانند فریتز برگر-مولفلد (۱۸۶۷–۱۹۲۷)، لوویس کورینت (۱۸۵۸–۱۹۲۵) و ارنست بیسچوف-کولم آموزش دید، تأثیرات و تجربیات هنری او افزایش یافت. در این دوره، او اکسپرسیونیسم آلمانی را مطالعه کرد. اکسپرسیونیسم آلمانی بر استفاده از پالت‌های رنگی تأکید داشت و از هنرمندان انتظار می‌رفت با احساسات عمیق و اغراق‌شده نقاشی کنند؛ در این سبک موضوعات کار اغلب تغییر یا به هم ریختگی داشتند.
یکی از تأثیرات بزرگ در سبک هنری او، نمایشگاه سوندربوند در کلن بین ماه‌های مه تا سپتامبر ۱۹۱۲ بود. این نمایشگاه مجموعه‌ای از هنرمندان را به نمایش گذاشت. اگرچه بسیاری از نقاشان پسادریافتگری در این نمایشگاه حضور داشتند، کوبیسم به‌وضوح توجهات را به خود جلب کرد. هومر باس نیز در این نمایشگاه حضور داشت و مالفاتی در سال ۱۹۱۵ برای آموزش نزد او به نیویورک رفت. مالفاتی همچنین با هنرمندانی مانند جورج بریجمن و دیمیتری رومانوفسکی (؟ –۱۹۷۱) آموزش دید، اما تجربه‌اش با هومر باس در مدرسه مستقل هنر بیشترین تأثیر را بر او داشت. هومر باس با مطالعات جامع خود دربارهٔ آناتومی انسانی تأثیر عمیقی بر سبک مالفاتی گذاشت. او بر درک ساختار عضلات بدن تأکید داشت و این موضوع به مالفاتی کمک کرد تا تکنیک خود را بهبود بخشد.
نیویورک در آن زمان مرکزی برای بزرگداشت کوبیسم بود و مالفاتی دانشجویی استثنایی در مدرسه مستقل هنر به حساب می‌آمد؛ بنابراین، او با سبک اروپایی آشنا شد، که در اوایل قرن بیستم حتی با سایر سبک‌ها ترکیب شده بود. دیدگاه‌های اروپا دربارهٔ مدرنیسم شامل برخوردی ذهنی با موضوعات و همچنین نگرشی شدیداً مخالف نسبت به جنبش‌های هنری قبل از مدرنیسم مانند رئالیسم یا رمانتیسم بود. مواجهه مالفاتی با دنیای هنر اروپا به او نگاهی اجمالی به دنیای هنری داد که در سائوپائولو هرگز نمی‌توانست بشناسد و دیدگاه جهانی‌تری به او داد که بعدها به دیگر هنرمندان نیز منتقل کرد.